# Împăratul Gaozu al dinastiei Han
Împăratul Gaozu al dinastiei Han (256 – 1 iunie 195 î.Hr.), cunoscut și sub numele lui Liu Bang (劉邦), a fost fondatorul și primul împărat al dinastiei Han, care a domnit între 202 și 195 î.Hr. El este considerat de istoriografia tradițională chineză unul dintre cei mai mari împărați din istorie, creditat cu stabilirea primei Pax Sinica, una dintre cele mai lungi epoci de aur din China.
Liu Bang a fost printre puținii fondatori dinastici care s-au născut într-o familie de țărani. El a intrat inițial în birocrația dinastiei Qin ca un ofițer de aplicare a legii minor în orașul său natal din județul Pei, în statul cucerit Chu. În timpul haosului politic de după moartea lui Qin Shi Huang, care fusese primul împărat din istoria Chinei, Liu a renunțat la funcția sa din serviciul public și a devenit un lider rebel, ridicând armele împotriva Qin. El l-a întrecut pe liderul rebel rival Xiang Yu⁠(d) în invadarea centrul statului Qin⁠(d) și a forțat predarea conducătorului Qin Ziying⁠(d) în 206. î.Hr.
După căderea dinastiei Qin, Xiang Yu, în calitate de șef de facto al rebelilor, a împărțit fostul imperiu Qin în cele Optsprezece Regate, Liu Bang fiind forțat să accepte controlul asupra regiunii sărace și îndepărtate Bashu (actualul Sichuan, Chongqing și sudul Shaanxi) și asumând titlul de „rege al dinastiei Han”. În decurs de un an, Liu Bang și-a ridicat armata și a cucerit cele Trei Qin (trei regate), care inițiaseră Conflictul Chu-Han, un război civil între diferite forțe care încercau să moștenească fosta supremație a dinastiei Qin asupra Chinei.
În 202 î.Hr., Liu Bang a ieșit învingător în urma Bătăliei de la Gaixia, a unificat cea mai mare parte a Chinei sub controlul său și a înființat dinastia Han, cu el însuși ca împărat. În timpul domniei sale, Liu Bang a redus taxele și munca corvée, a promovat confucianismul și a suprimat revoltele domniilor statelor vasale non-Liu, printre multe alte acțiuni. De asemenea, a inițiat politica heqin pentru a menține o pace de jure între Han și Xiongnu, după înfrângerea hanului din Bătălia de la Baideng din 200. î.Hr. A murit în 195 î.Hr. și a fost succedat de fiul său, Liu Ying.